# Tullinge
Tullinge é um subúrbio da área metropolitana de Estocolmo, na Suécia. Faz parte do município de Botkyrka.